# Big Bang (band)
Big Bang (Koreaans: 빅뱅; soms ook BIGBANG genoemd) is een Zuid-Koreaanse boyband. Big Bang is een populaire Koreaanse band en hebben de bijnaam "Kings of Kpop" gekregen van het volk.
Onder contract bij YG Entertainment bracht Big Bang een paar succesvolle singles en albums uit. "Always" (2007) was hun eerste album. De single "Lies" van dit album werd een hit. De daaropvolgende albums waren "Hot Issue" en "Stand Up". Deze albums waren ongeveer net zo succesvol.
Ze wonnen de prijs voor de artiest van het jaar op het M.net KM Music Festival en ook de Seoul Gayo Daesang Award. Hierna breidde de groep zijn activiteiten uit naar Japan. Hier werden minialbums en airplay-singles uitgebracht. Het eerste jaar hadden ze geen succes. Het jaar daarop echter werd hun eerste Japanse single uitgebracht: "My Heaven".
Bigbang werd de eerste buitenlandse groep in Japan die de Japan Cable Broadcasting Award won in de categorie Beste Nieuwkomer. Ook waren zij de eersten uit Korea die de Japan Records Award wonnen.
De leden hebben hun carrière uitgebreid met soloactiviteiten: Taeyang en G-dragon zijn alleen gaan zingen, terwijl Daesung en Seungri begonnen met acteren en zingen. Bandlid T.O.P is bezig geweest als acteur, zanger en model. In december 2022 werd bekend dat hij was geselecteerd om een ruimtereis om de Maan te maken met een groep kunstenaars in het kader van project dearMoon.
Nu hebben ze al hun grote comeback gemaakt met het album Alive, ook hebben ze een nieuw deel van het album Alive onder naam 'Stil Alive' uitgebracht met het nieuwe nummer 'Monster.'
In mei 2015 brachten ze een nieuw album uit, genaamd "M", een onderdeel van hun nieuwe album "MADE".
In december 2016 voltooide de band hun album "MADE". Naast de 8 nummers die ze een jaar geleden al hadden uitgebracht, kwamen ze terug met 3 nieuwe nummers. De nieuwe nummers "Fxxk It", "Last Dance" en "Girlfriend" deden het goed op de Koreaanse hitlijsten.
Op 11 maart 2019 besliste Seungri, na beschuldigingen rond prostitutie, om uit de industrie en bijgevolg ook de band te stappen.

## Bandleden
| Podium naam    | Podium naam | Geboortenaam     | Geboortenaam | Geboortedatum    |
| Geromaniseerde | Bijnaam     | Geromaniseerde   | Hangul       | Geboortedatum    |
| -------------- | ----------- | ---------------- | ------------ | ---------------- |
| G-Dragon       | GD          | Kwon Ji Yong     | 권지용       | 18 augustus 1988 |
| T.O.P          | TOP         | Choi Seung Hyeon | 최승현       | 4 november 1987  |
| Taeyang        | SOL         | Dong Yeong Bae   | 동영배       | 18 mei 1988      |
| Daesung        | D-Lite      | Kang Daeseong    | 강대성       | 26 april 1989    |
| Seungri        | V.I.        | Lee Seung Hyeon  | 이승현       | 12 december 1990 |